# پی‌کی-۱۱۱۹۵
پی‌کی-۱۱۱۹۵ (به انگلیسی: PK-11195) با فرمول شیمیایی C۲۱H۲۱ClN۲O یک ترکیب شیمیایی با شناسه پاب‌کم ۱۳۴۵ است. 